# Robert Dołęga
Robert Dołęga (* 31. Dezember 1977 in Łuków, Polen) ist ein polnischer Gewichtheber.

## Karriere
Robert Dołęga nahm an den Olympischen Sommerspielen 2008 in Peking teil, wo er in der Gewichtsklasse bis 105 kg den achten Platz mit einer Gesamtleistung 405 kg erringen konnte.
2006 erreichte der Pole mit dem vierten Rang seine beste Platzierung bei den Weltmeisterschaften.
Bei den Europameisterschaften holte Robert Dolega eine Silbermedaille 2000 und eine Bronzemedaille 2008 in der Kategorie bis 105 kg mit einer Leistung von 395 kg.

## Sonstiges
Dołęga hat zwei Brüder Marcin Dołęga (* 1982) und Daniel Dołęga (* 1988), die beide ebenfalls erfolgreiche Gewichtheber sind.